# THE MONKEY/ザ・モンキー
『THE MONKEY/ザ・モンキー』（原題：The Monkey）は、2025年制作のアメリカ合衆国のホラーコメディ映画。監督はオズグッド・パーキンス、主演はテオ・ジェームズが務めた。R15+指定。
スティーヴン・キングの1980年の短編小説『猿とシンバル』を原作としている。

## ストーリー
1999年、ある男が骨董品店でゼンマイ式の猿人形を出品しようとした。突如、出品しようとすると猿人形は太鼓を叩き始め、連鎖反応を引き起こし、骨董品店の店主の腹に銛が突き刺さり、死亡。その後、男は謎の失踪を遂げた。
ピーティーが遺した猿人形は双子の息子であるハルとビルの元へ行き届いた。ハルとビルが猿のゼンマイを回すと周囲で連続不審死事件が勃発する。最初はハル達の面倒を見ていたシッターのアニーが首を切断され、死亡。ハル達の母ロイスも猿人形の太鼓で謎の死を解けた。ロイスの死後、猿人形を処分したハルとビルはチップ伯父さんとアイダ伯母さんの元に引き取られた。チップ伯父さんの家にも猿人形が再び現れた。ハルが猿人形のゼンマイを回すと、チップ伯父さんは狩りの途中で暴走した馬の下敷きになり、圧死。ハル達は猿を惨劇が起きないことを願い、井戸へ葬った。
25年後、結婚したハルは、猿人形が戻ると身近な人が死ぬと思い、妻と息子のピーティー、兄のビルとも疎遠になっていた。しかし、アイダ伯母さんが不審死を遂げる。ハルは遺品整理のため伯母の家を訪れ、猿人形が現れたと確信する。再び、過去の惨劇が幕を開ける。

## キャスト
- ハル・シェルバーン/ビル・シェルバーン - テオ・ジェームズ
  - 少年時代のハル・シェルバーン/ビル・シェルバーン - クリスチャン・コンヴェリー
- ロイス・シェルバーン - タチアナ・マスラニー
- ピーティー・シェルバーン - コリン・オブライエン
- リッキー - ローハン・キャンベル
- アイダ叔母 - サラ・レヴィ
- テッド・ハマーマン - イライジャ・ウッド
- チップ伯父 - オズグッド・パーキンス

## 製作

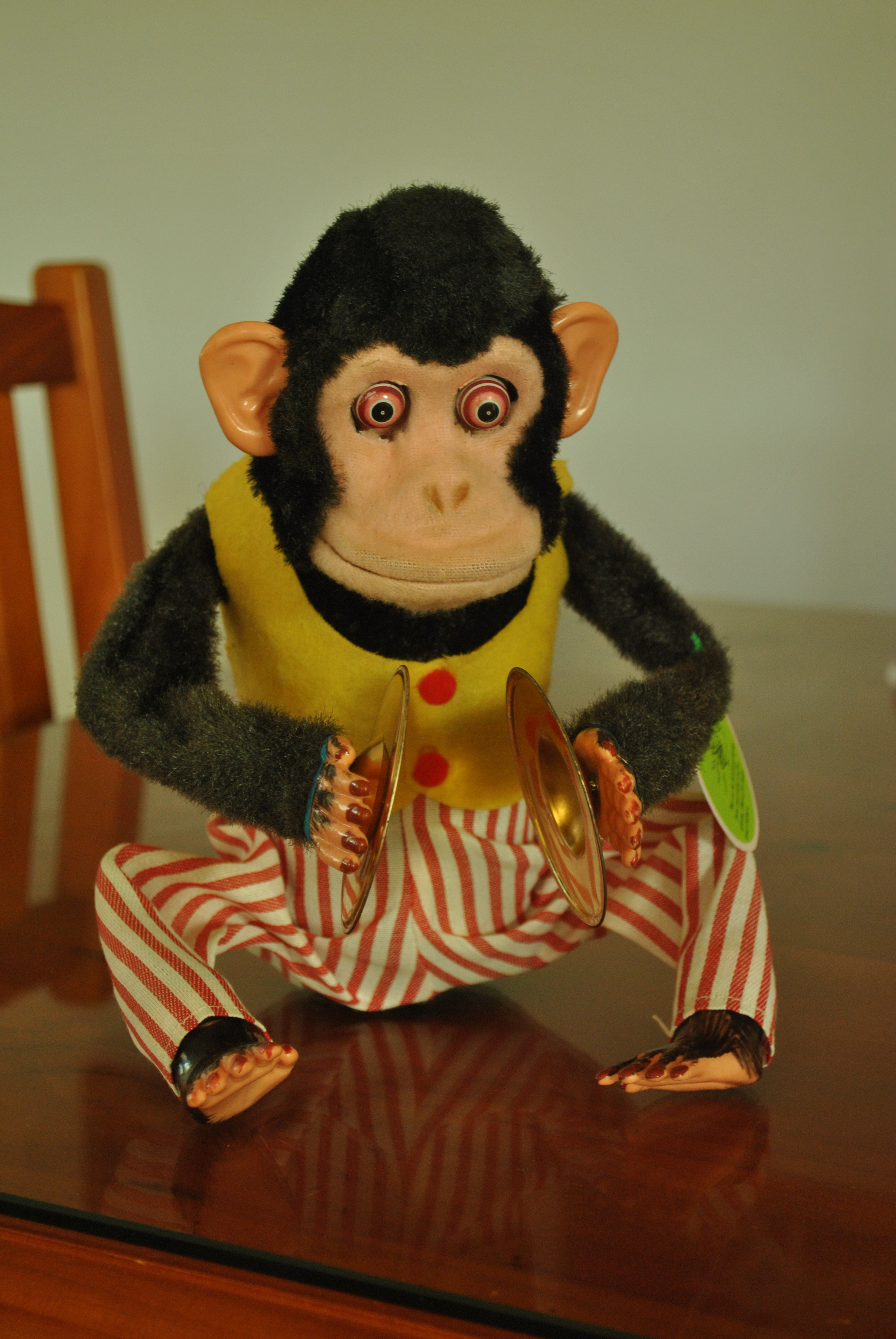
原作はシンバルを持っていたが、映画では太鼓に変更された。

フランク・ダラボン監督は当初、スティーブン・キングの短編小説『モンキー』の映画化権を保有しており、キングの中編小説を原作とした『ミスト』（2007年）の完成後に映画化に着手する予定だったが、実現は叶わなかった。
2023年にオズグッド・パーキンスが脚本と監督を起用し、ジェームズ・ワンが代表を務めるアトミック・モンスターの下でプロデューサー、テオ・ジェームズが主演を務めることが発表された。2024年3月残りのキャストが全員発表された 。撮影は2024年2月5日から3月22日まで、バンクーバーで行われた。原作ではシンバルを叩く猿が登場するが、映画ではシンバルを太鼓に置き換えている。パーキンスは製作側が『トイ・ストーリー3』に登場したことから、ウォルト・ディズニー・カンパニーがシンバルを叩く猿の著作権を所有していると思い、変更したと語っている。

## 公開
2024年5月、ネオンが配給権を獲得し、2025年に公開されることが発表された。2025年2月21日の公開に先立ち、同年1月上旬にカリフォルニア州ハリウッドのグローマンズ・エジプシャン・シアターでプレミア上映された。
2025年6月19日、日本での映画公開が同年9月19日であることが発表された。